# Автомагістраль М1 (Азербайджан)
Автомагістраль M1 — шосе довжиною 203 км, що проходить через узбережжя Азербайджану. Маршрут пролягає від кордону Росії до Баку по російській Р-217. Поблизу Баку дорога протягом 68 км є автострадою. Весь маршрут є частиною європейського маршруту E119 та Азійського шосе AH8.